# دراگیناتس (لوزنیتسا)
دراگیناتس (به صربی: Draginac) یک منطقهٔ مسکونی در صربستان است که در لوزنیسا واقع شده‌است. دراگیناتس ۳۲۴ نفر جمعیت دارد.